# Індабібі
Індабібі (д/н — 648 до н. е.) — співцар Еламу близько 649—648 років до н. е. В ассирійських джерелах відомий як Індабігаш.

## Життєпис
Походив зі знатного еламського роду. Був військовиком. Можливо очолював військо, спрямоване 649 року до н.е на допомогу вавилонському цареві Шамаш-шум-укіну, яке зазнало поразки від ассирійців. Побоюючись за своє життя або невдоволений діями царя Таммаріту I повстав проти останнього. Доволі швидко на бік Індабібі перейшло військо й знать, а він захопив Сузи. Таммаріту I втік до ассирійського царя Ашшурбанапала, який допоміг тому відновитися на троні. Але Індабібі продовжив боротьбу й вдруге повалив Таммаріту I, який втік до Ніневії.
Розуміючи марність зусиль він не надав допомоги Шамаш-шум-укіну, якого оточили у Вавилоні. Втім надав прихисток халдейському «князю» Набу-бел-шумате, що був запеклим ворогом Ассирії. При цьому той підступом захопив ассирійський загін. Ашшурбанапал зажадав звільнення і повернення ув'язнених. Індабіюі виконав цю вимогу. Але деякі ассирійці продовжували залишатися в Еламі. Тоді цар Ассирії став вимагати видачи Набу-бел-шумате та визнання своєї зверхності. За різними відомостями у липні 648 року до н. е. не отримавши згоди Ашшурбанапал повалив Індабібі, або того повалили еламіти, невдоволенні поступками свого володаря. Новим царем став Атта-хаміті-Іншушинак.